# رایش‌پست

نشان رایش‌پست بین سال‌های ۱۹۲۴ تا ۱۹۴۵

رایش‌پست(به آلمانی: Reichspost) به مرکز کنترل و رسیدگی به نامه‌ها و محموله‌های پستی آلمان تا پایان سال ۱۹۴۵ گفته می‌شود. این سازمان در سال ۱۸۷۱ تأسیس و در بین سال‌های ۱۹۲۴ تا ۱۹۳۴ به صورت دولتی اداره شد اما پس از صدراعظمی آدولف هیتلر این سازمان به صورت نیمه خصوص اداره شد. این روند تا پایان جنگ جهانی دوم در سال ۱۹۴۵ ادامه داشت.

## دویچه پست
پس از جنگ جهانی دوم به صورت موقت مرجع کنترل پستی متفقین وظایف این سازمان را انجام می‌داد سرانجام دویچه پست در آلمان غربی آغاز به فعالیت کرد. این شرکت پس از سال ۱۹۹۰ و متحد شدن دو آلمان شرقی و غربی تنها مرجع رسیدگی به امور پستی در کشور آلمان شد.

## منبع
مشارکت‌کنندگان ویکی‌پدیا. «رایش‌پست». در دانشنامهٔ ویکی‌پدیای انگلیسی، بازبینی‌شده در ۵ بهمن ۱۳۹۰.